# شفیق شهریاری
سید محمد طاهر شهریاری دشتی متخلص به شفیق شاعر و روحانی، به سال ۱۲۷۶ خورشیدی در روستای بحیری از توابع شهرستان دشتی در استان بوشهر متولد شد و در سال ۱۳۵۲ خورشیدی درگذشت.
او از ملاکین منطقه دشتی استان بوشهر بود و به واسطه درجات متعالی علمی ، مذهبی و ادبی که داشت مورد احترام تمام علما و ساکنین منطقه بود.
وی میان مردم منطقه خود به مردم داری و حسن معاشرت مشهور بود تا آنجا که نقل می‌شود همیشه درب خانه ایشان روی افراد مستمند و مسافران باز بوده‌است.
وی علیه کشف حجاب رضاخانی مبارزه می‌کرد. همین سابقه مبارزاتی موجب شد تا از شهر به زادگاهش بازگردد که در آنجا علاوه بر تحقیق علمی و مسایل دینی و شرعی به کشاورزی نیز می‌پرداخت.
وی دارای مدال درجه یک علمی بوده‌است؛ و در دبیرستان سعادت بوشهر که از اولین مدارس ایران بعد از دارالفنون است سابقه دبیری داشته و حتی در مقطعی مدیر آن مدرسه نیز بوده‌است.
وی پدر میربهزاد شهریاری از نمایندگان مجلس اول شورای اسلامی از منطقه رودباران استان بوشهر است

## شعر
از این شاعر جنوبی دوبیتی و غزل بجا مانده است. نمونه یک دوبیتی از وی:
| دلم امروز وجدی تازه دارد  |  | نشاطی بی‌حد واندازه دارد |
| سزد چون‌بلبل ازگلبانگ شادی |  | فضای دهر پر آوازه دارد  |